# Джеймс Честер
Джеймс Честер (англ. James Chester, нар. 23 січня 1989, Воррінгтон) — валлійський футболіст, захисник клубу «Сток Сіті».
Виступав, зокрема, за клуби «Манчестер Юнайтед», «Галл Сіті» та «Астон Віллу», а також національну збірну Уельсу.

## Клубна кар'єра
У дорослому футболі дебютував 2007 року виступами за команду клубу «Манчестер Юнайтед».
Згодом з 2009 по 2011 рік грав у складі команд клубів «Пітерборо Юнайтед», «Плімут» та «Карлайл Юнайтед».
Своєю грою за останню команду привернув увагу представників тренерського штабу клубу «Галл Сіті», до складу якого приєднався 2011 року. Відіграв за клуб з Галла наступні чотири сезони своєї ігрової кар'єри. Більшість часу, проведеного у складі «Галл Сіті», був основним гравцем захисту команди.
Протягом 2015—2016 років захищав кольори команди клубу «Вест-Бромвіч Альбіон».
До складу клубу «Астон Вілла» приєднався 2016 року. Станом на 2 грудня 2018 року відіграв за команду з Бірмінгема 112 матчів в національному чемпіонаті.

## Виступи за збірну
У 2014 році дебютував в офіційних матчах у складі національної збірної Уельсу. Наразі провів у формі головної команди країни 35 матчів.
У травні 2016 року був включений до заявки валлійців для участі у фінальній частині чемпіонату Європи у Франції.